# Otto Wanz
Otto Wanz (Nestelbach bei Graz, 13 de junio de 1943 – 14 de septiembre de 2017) fue un luchador profesional y boxeador austríaco. Hizo su debut profesional en 1968. Fue en una ocasión Campeón de la American Wrestling Association y ex operador de la Catch Wrestling Association, donde fue el Campeón mundial de peso pesado inaugural de la promoción, ganando el título cuatro veces. Fue en cinco ocasiones campeón del mundo de lucha y el europeo que más tiempo ha retenido este título.

## Biografía
Wanz hizo su debut profesional en 1968 en Austria. Después trabajó como "Bulldog" Otto en Japón en la New Japan Pro-Wrestling (NJPW).
A principios de los 70, creó la Catch Wrestling Association (CWA) en Austria aunuqe promocionaba combates en otros países. El 2 de agosto de 1977 Wanz perdió con Jan Wilkens en un espectáculo en Ciudad del Cabo para convertirse en el primer poseedor del Campeonato Mundial Peso Pesado CWA, trayendo el campeonato de regreso a Europa una vez finalizada la gira. En los siguientes dos años, Wanz defendió el título en Austria y Alemania en diferentes ocasiones, antes de perder ante Don Leo Jonathan el 1 de septiembre en Johannesburgo. Wanz llevó a Jonathan a Graz, Austria, para ganar el campeonato por segunda vez ante el público local. En Alemania, luchó contra André el Gigante. 
Mientras hacía una gira por Estados Unidos en 1982, trabajó con American Wrestling Association (AWA) de Verne Gagne donde batió al gran campeón Nick Bockwinkel para obtener el título de AWA el 29 de agosto de 1982. El reino duró 41 días hasta que lo perdiera el 9 de octubre.
De vuelta a la CWA, Wanz estuvo muchos años como campeón el 22 de marzo de 1987 hasta que Bull Power lo derrotara. Wanz recuperó el título meses después aunque Bull Power volvió a reinar en 1989. El 30 de junio de 1990 Wanz consiguió el título de CWA por cuarta vez y se retiró para centrar en la promoción de combates de la CWA.

## Vida personal
Antes de ingresar a la lucha libre profesional, Wanz fue boxeador y ganó dos campeonatos de boxeo de Austria. Wanz también organizó competencias de hombres fuertes en Austria. Fue incluido en el Libro Guinness de los Récords Mundiales desgarrando guías telefónicas. Arnold Schwarzenegger ha citado a Wanz como una influencia en su carrera de fitness y culturismo.